# Scherentür

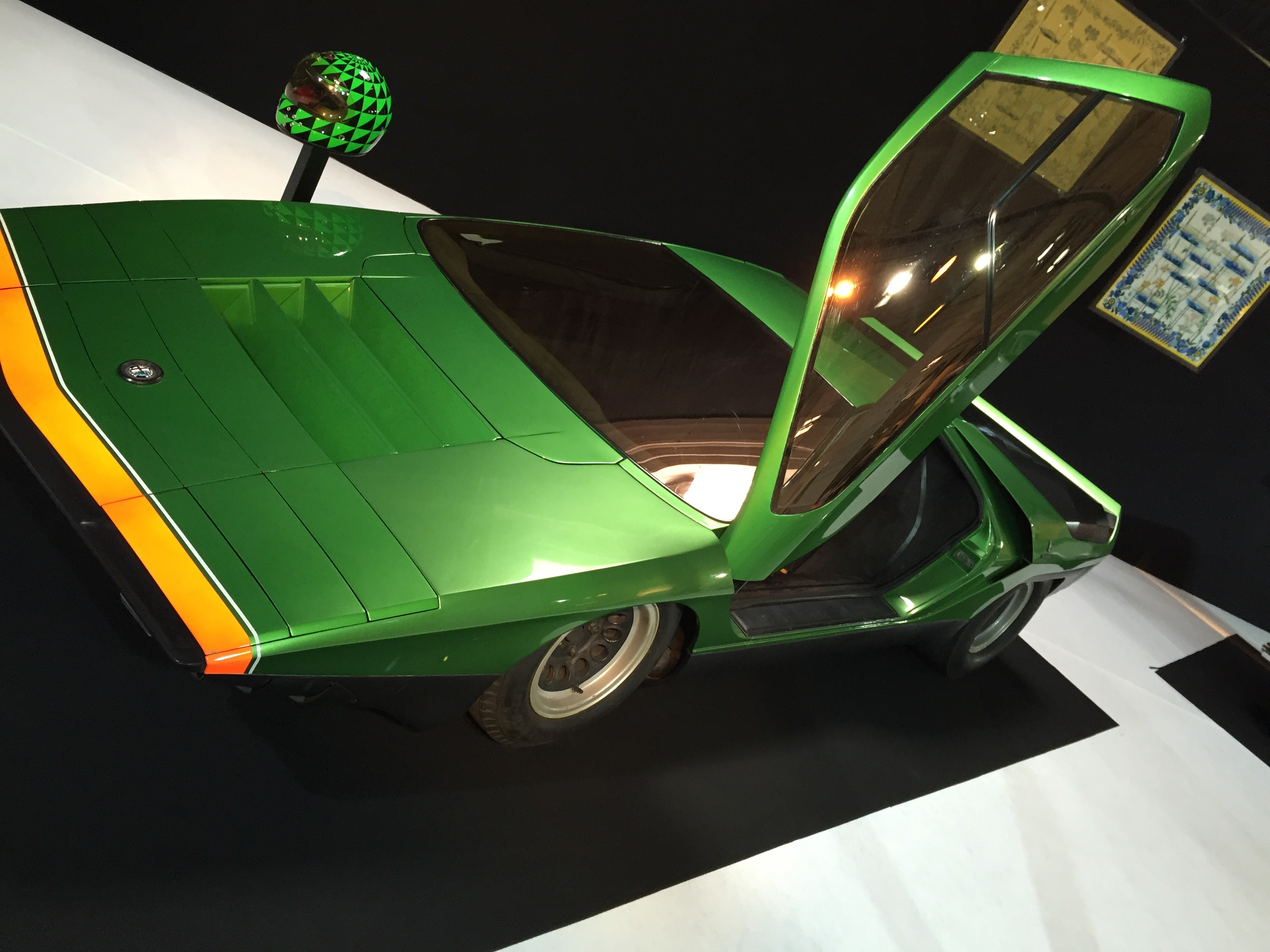
Erstes Auto mit Scherentüren: Alfa Romeo Carabo (1968)

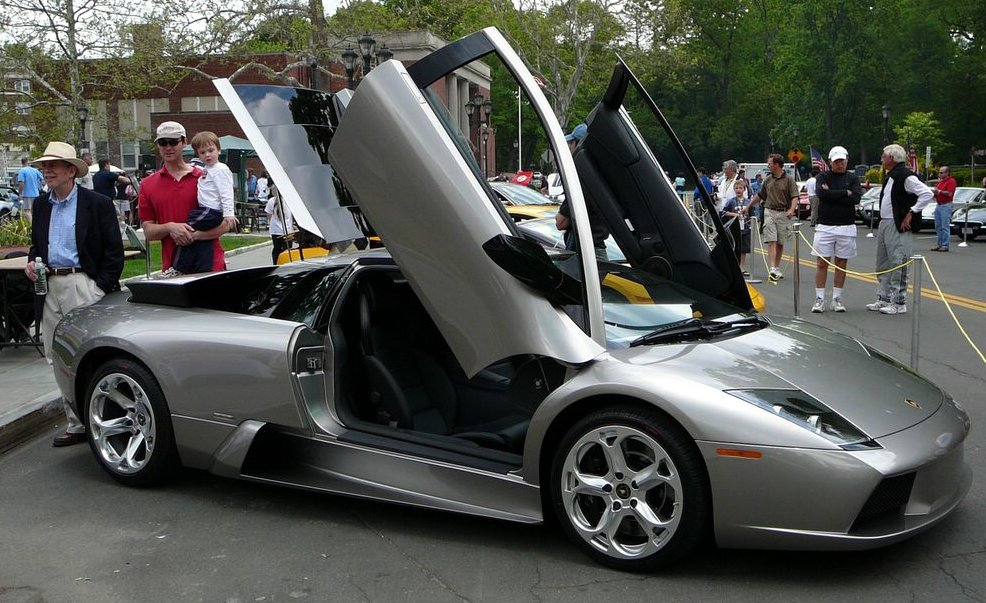
Lamborghini Murciélago mit geöffneten Scherentüren

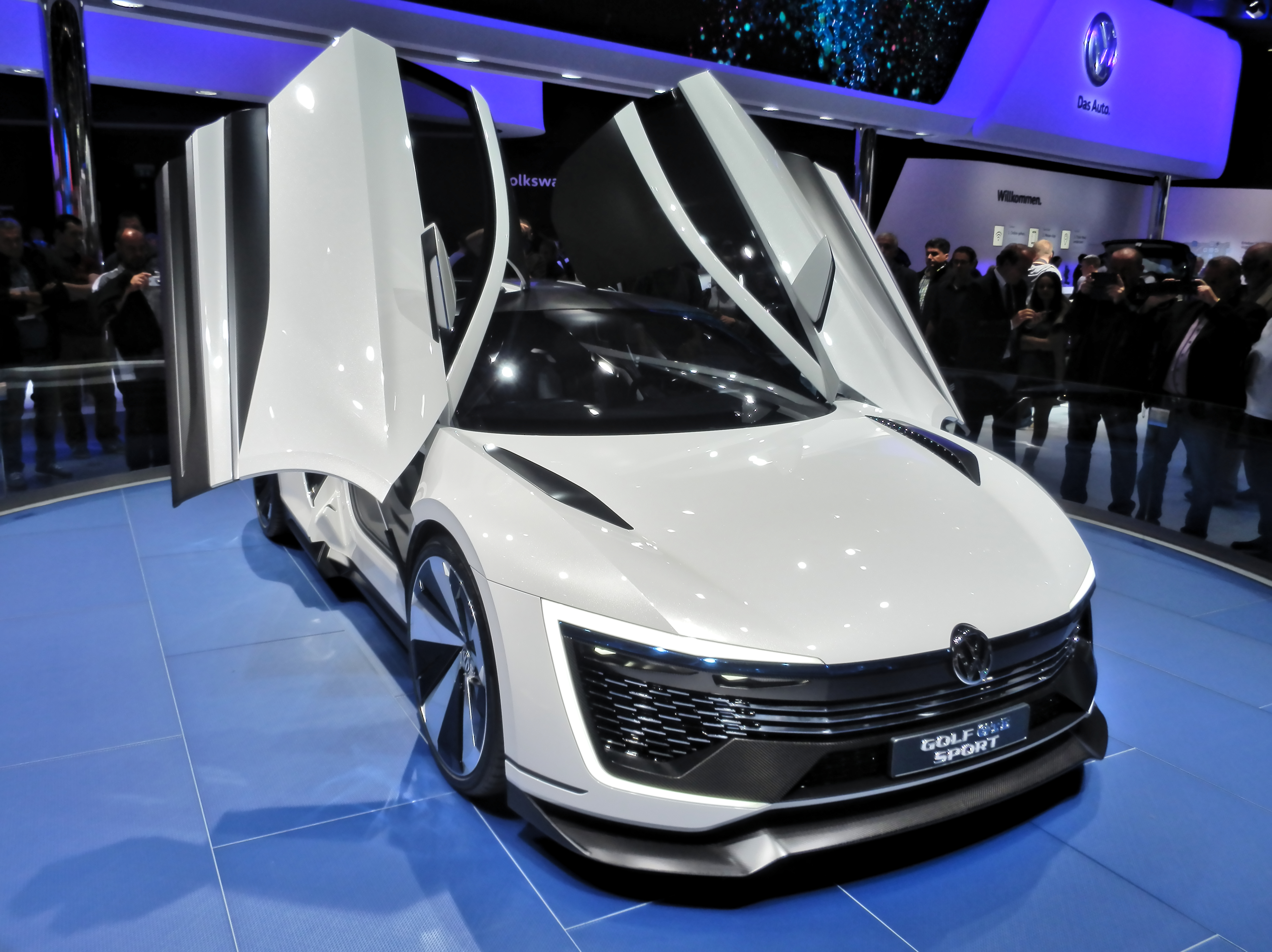
Konzeptfahrzeug VW Golf GTE Sport mit geöffneten Schmetterlingstüren

Scherentüren sind Fahrzeugtüren, die im Bereich der A-Säule angeschlagen sind und nach vorn oben öffnen, wobei der Öffnungsvorgang normalerweise durch Gasdruckfedern unterstützt wird.

## Erscheinungsformen

### Scherentüren
Klassische Scherentüren finden meist im Pkw-Bereich Anwendung. Sie werden häufig mit Flügeltüren verwechselt. Erstmals waren Scherentüren 1968 bei dem von Marcello Gandini gestalteten Showcar Alfa Romeo Carabo zu sehen. Besonders bekannt für den Einsatz derartiger Türen ist der italienische Sportwagenhersteller Lamborghini, der Scherentüren bei seinen Modellen Countach, Diablo, Murcielago, Reventón und Aventador verwendete bzw. verwendet. Countach und Diablo wurden ihrerseits von Marcello Gandini gestaltet.
Beim W Motors Lykan HyperSport sind die Scherentüren zusätzlich als sogenannte Selbstmördertüren ausgeführt, da sie nicht wie üblich vorn, sondern hinten angeschlagen sind. Damit weist der Supersportwagen ein Alleinstellungsmerkmal unter den Serienfahrzeugen auf.

### Schmetterlingstüren

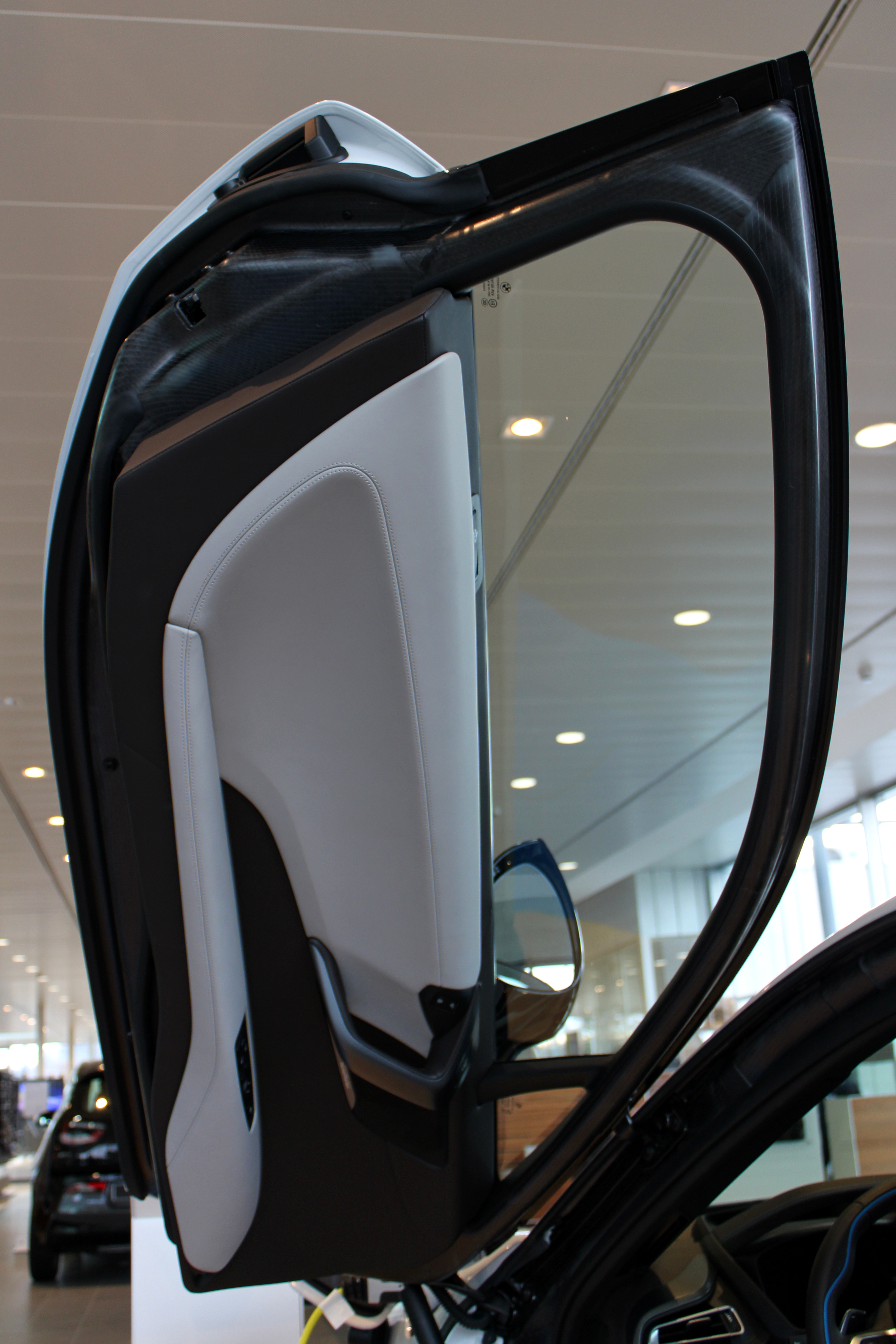
Schmetterlingstür beim BMW i8

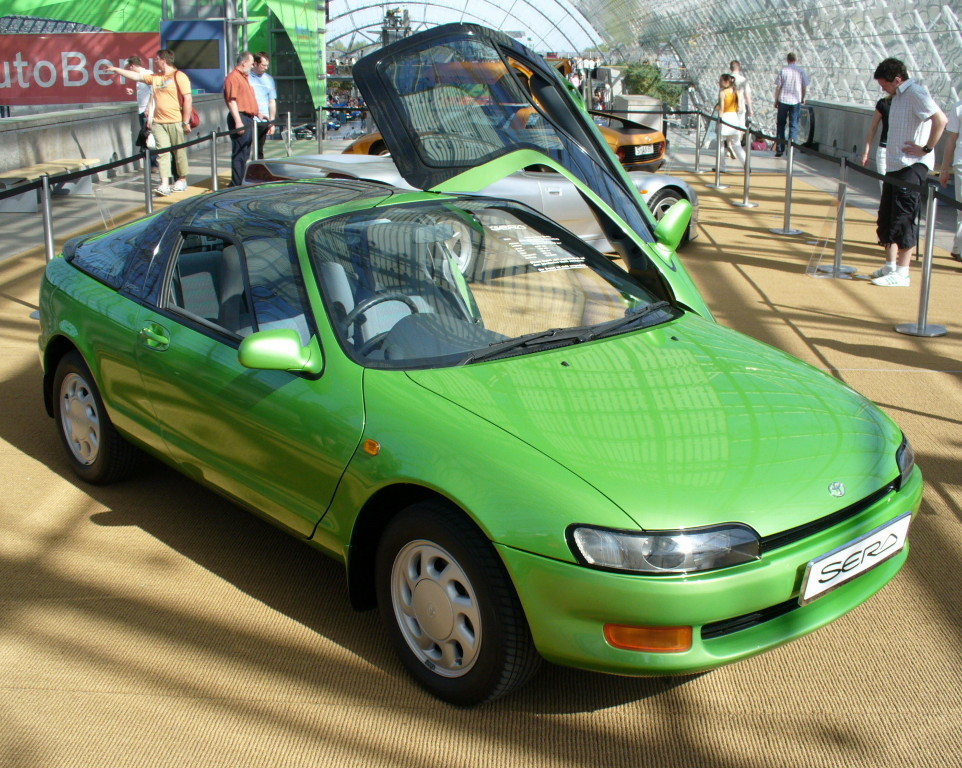
Geöffnete Schmetterlingstür eines Toyota Sera

Eine häufig als Schmetterlingstüren bezeichnete Mischform aus Scheren- und Flügeltüren kommt u. a. beim Toyota Sera, beim McLaren F1 und beim Ferrari Enzo Ferrari zum Einsatz. Bei dieser Konstruktion öffnen die Türen nach vorn oben, schwingen dabei aber auch zur Seite und öffnen einen Teil des Daches. Der Begriff Schmetterlingstüren ist jedoch im Deutschen nicht eindeutig, da auch hinten angeschlagene Türen (auch: Selbstmördertüren) so genannt werden.

### Nachrüstungen

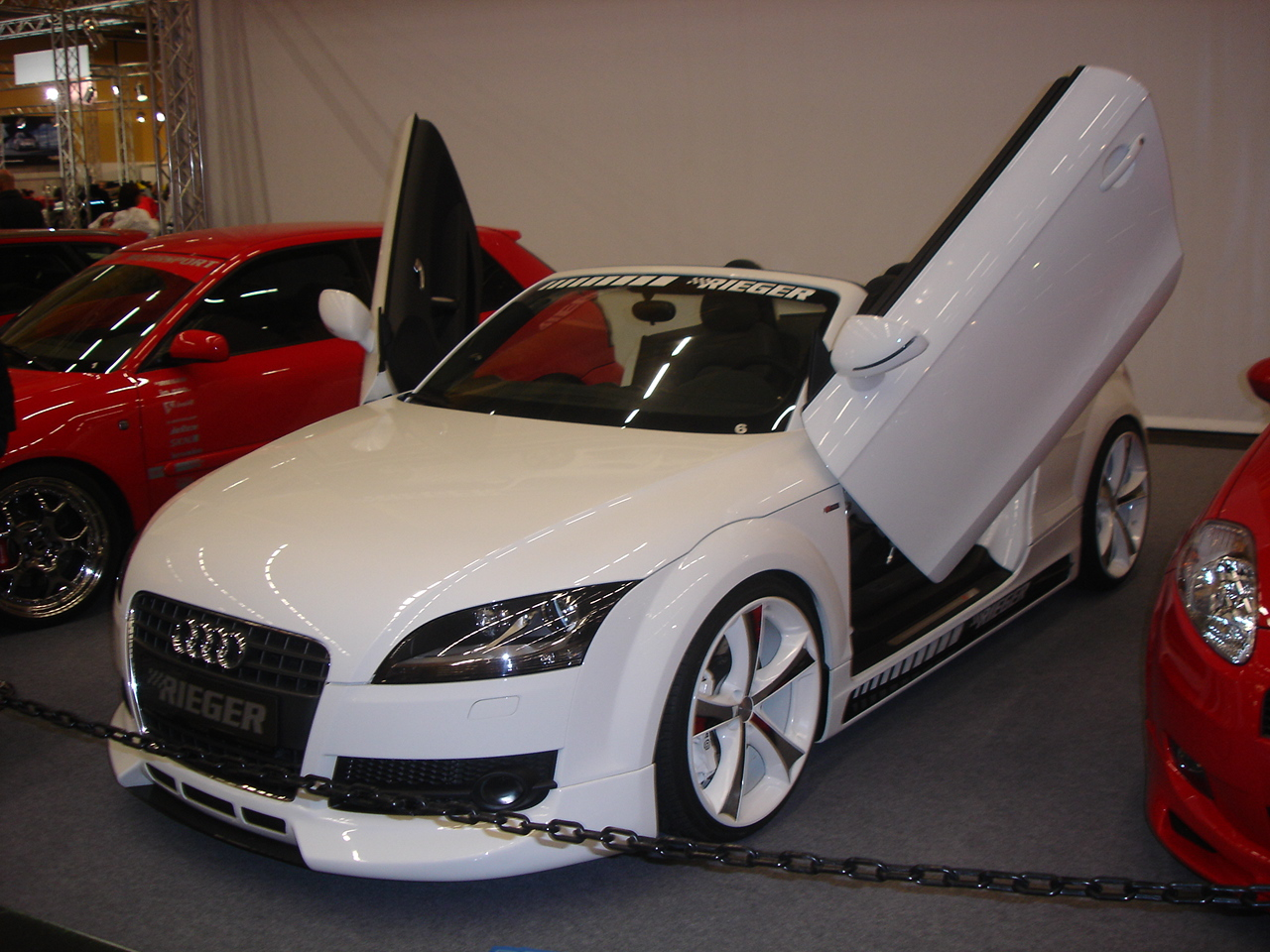
Audi TT Roadster mit nachgerüsteten Scherentüren

Für viele Pkw-Modelle sind Türscharniere erhältlich, die einen scherentürenartigen Öffnungsvorgang der serienmäßigen Fahrzeugtüren ermöglichen. Da dabei in der Regel die ursprüngliche Einbauposition der Scharniere und die Form der Türen nicht verändert wird, ist ein unmittelbares Öffnen nach oben nicht möglich, so dass entsprechend umgerüstete Türen zunächst bis zu einem gewissen Winkel wie gewohnt nach außen geöffnet und erst dann nach oben geschwenkt werden.

## Nachteile
Um das Öffnen der Türen nach vorn oben zu ermöglichen, kann die Form der Türen und entsprechender Karosserien nicht beliebig gewählt werden. Außerdem müssen Maßnahmen getroffen werden, um die Türen nach dem Öffnen zuverlässig in ihrer Endposition zu halten (meist durch Gasdruckfedern). Das bedeutet – gegenüber klassischen, seitlich öffnenden Türen – zusätzlichen Aufwand und beinhaltet die Gefahr guillotinenartig herabstürzender Türen bei Versagen des Haltesystems. Wie bei Fahrzeugen mit anderen Bauformen nach oben öffnender Türen kann keine Tür geöffnet werden, falls das Fahrzeug nach einem Unfall auf dem Dach liegt. Das betrifft jedoch nicht die Nachrüstlösungen; hier lassen sich die Türen bei Bedarf auch weiterhin wie gewöhnliche Türen öffnen. Weiter erfordern die Nachrüstlösungen vieler Modelle mehrere zusätzliche Anpassungsarbeiten, wie z. B. die Änderung und die damit verbundene Neulackierung der vorderen Kotflügel und/oder die Verlängerung des Türkabelbaums.
Ein weiteres Problem ist der Raumbedarf nach oben und die deshalb notwendige Deckenhöhe in Garagen.

## Weitere Fahrzeugbeispiele

### Scherentüren
- Alfa Romeo Carabo von 1968 (Prototyp)
- Audi Avus quattro (Prototyp)
- Bugatti EB110
- Dome Zero von 1978 (Prototyp)
- K-1 Attack
- MG Cyberster
- Renault Sport Spider
- Renault Twizy
- Feldversuchsfahrzeuge Robo-Taxi auf Basis des Renault Zoe, 2019[1]
- Spyker C8
- Sportwagen der Firma Vector

### Schmetterlingstüren
- Alfa Romeo Tipo 33 Stradale
- BMW i8
- Ferrari LaFerrari
- GT-Rennwagen wie Panoz Esperante GTR-1 und Mercedes-Benz CLK GTR
- Mercedes-Benz SLR McLaren
- Mosler MT900
- SSC Ultimate Aero
- Toyota Sera